# Lindemann

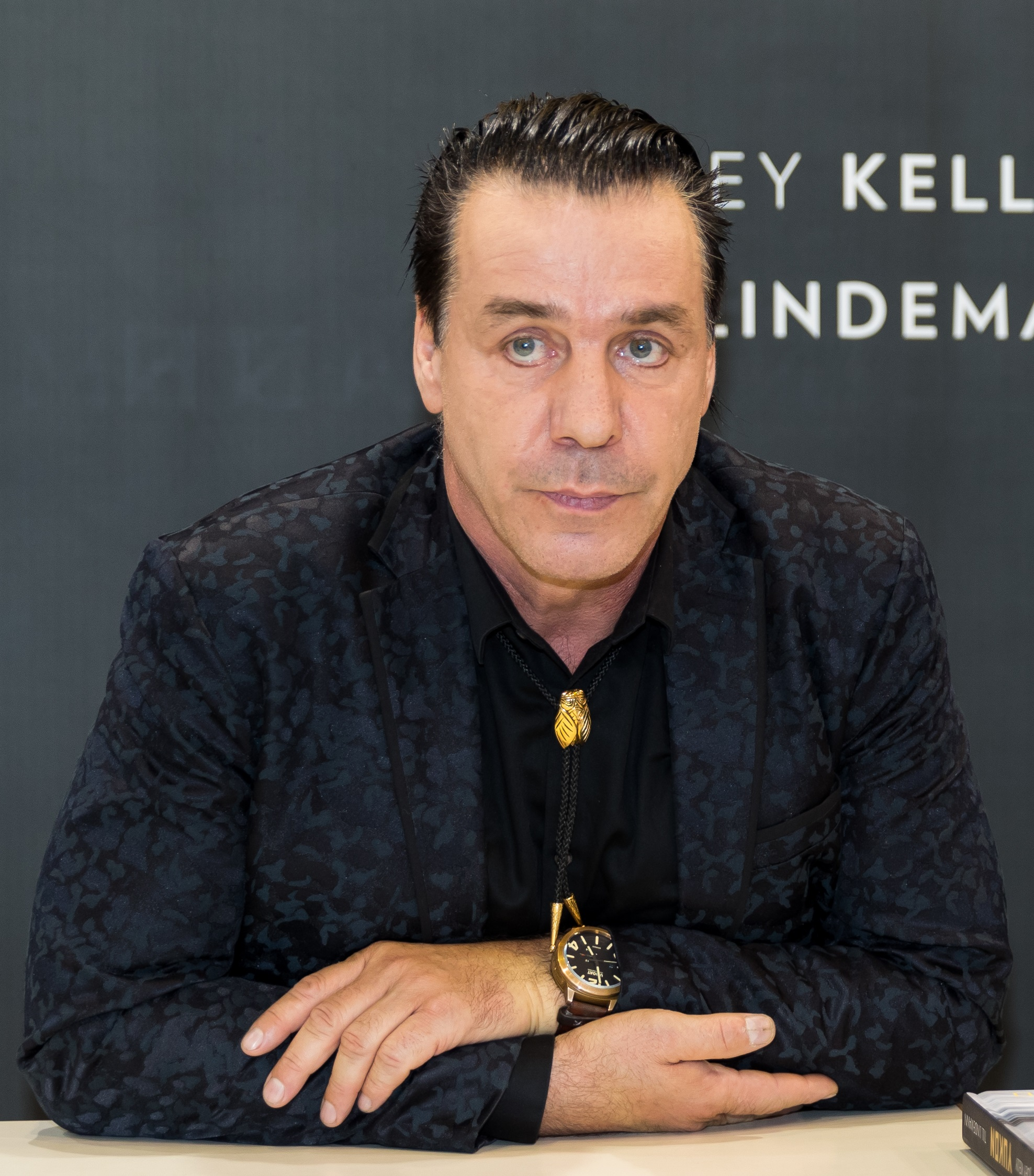
Тілль Ліндеманн

Lindemann — метал-проєкт, утворений 4 січня 2015 року Тіллем Ліндеманном і Петером Тегтгреном. Названий за прізвищем одного з учасників. Оголошений музичний стиль групи відноситься до жанру індастріал-метала.

## Історія

### Початок іSkills in Pills(2013-2016)
Перша зустріч Ліндеманна і Тегтгрена відбулася у 2000 році в Швеції. Ліндеманн був разом з клавішником Rammstein — Крістіаном Лоренцом. Петер запобіг бійці між членами групи Rammstein і байкерами. З того часу Тілль і Петер хотіли розпочати спільний проект, але вони не могли знайти відповідний для цього час.
Коли колектив Rammstein в 2013 році пішов на перерву, Тілль і Петер скористалися цим. 4 січня 2015 року, на 52-й день народження Тілля Ліндеманна, в Facebook був анонсований проект Lindemann. Це супроводжувалося загальним зображенням, на якому Тілль і Петер були представлені як наречені.
Дебютний альбом Skills in Pills записувався один рік в студії звукозапису Петера. Першою піснею, написаною для альбому, стала «Ladyboy». У роботі над піснею «that's My Heart» взяв участь Clemens Wijers, музикант нідерландської сімфонік-блек-метал-групи Carach Angren.
28 травня вийшли сингл та кліп «Praise Abort». Пісня дебютувала в німецькому iTunes на 56 місці. Альбом Skills in Pills вийшов 23 червня 2015 року і посів перше місце в німецькому чарті. Тегтгрен і Ліндеманн вважають можливим проведення концертів в підтримку альбому. 
9 листопада 2016 року в Гамбурзі Тілль і Петер під час концерту Pain виконали пісню Praise Abort.

### F & M(2018–н. ст.)
В кінці вересня 2018 року в Росії, Казахстані і Україні був анонсований літературно-музичний тур Messer в підтримку виходу однойменної книги віршів Тілля Ліндеманна російською мовою. Всі подробиці заходу трималися в найсуворішому секреті. Відомо було лише те, що супроводжувати Ліндеманна буде Петер Тегтгрен. Це дало привід для припущень про можливий концертний виступ проекту Lindemann. Очікування виправдалися 1 грудня 2018 року, коли в Києві відбувся перший виступ. Далі команда відвідала міста Росії і Алмати. Крім Петера і Тілля концертний виступ супроводжували музиканти Pain: Greger Andersson, Jonathan Olsson, Sebastian Mogren Tägtgren. 
Фото та відеозйомка заходів були категорично заборонені. Однак, присутній протягом всього туру режисер кліпів Rammstein і Lindemann Зоран Бихач саме фотографував. Так само на концерті в Москві був помічений інший фотограф, Matthias Matthies, завдяки якому в мережі з'явилися дві фотографії.
16 серпня 2019 року Петер Тегтгрен повідомив, що новий альбом проекту записано і вже зведено. 10 вересня 2019 група на своїх сторінках в соц. мережах анонсувала дату виходу кліпу на новий сингл Steh Auf. Музичне відео вийшло 13 вересня. Також у кліпі знявся відомий шведський актор Петер Стормаре. Крім виходу музичного відео, група ще анонсувала дату виходу нового альбому "F & M" - 22 листопада 2019.
4 листопада група оголосила тур Європою. Тур пройде в лютому і березні 2020 року.
У 2019 вони випустили кліп на сингл "Frau & Mann". У кліпі знялася співачка Світлана Лобода.
6 березня 2020 року відбувся другий концерт групи у Києві

18 жовтня 2021 року був ананонсований новий тур «ich hasse kinder tour” який пройде з 18 січня по 28 січня(додатково буде анонс ще інших дат)
На 18 січня 2022 був запланований візит до Київ але через пандемія був перенесений знову з 16 листопада 2022 року через російське вторгнення в Україну (2022)  на жовтень 2023
24 квітня 2023 було оголошено про скорий тур на листопад грудень

## Склад
- Тілль Ліндеманн (нім. Till Lindemann) — тексти пісень, вокал[3]
- Петер Тегтгрен (швед. Peter Tägtgren) — музика, гітара, бас-гітара, ударні, клавішні

## Дискографія

### Студійні альбоми
| Альбом                                                               | Позиція в чартах | Позиція в чартах | Позиція в чартах | Позиція в чартах | Позиція в чартах | Позиція в чартах | Позиція в чартах | Позиція в чартах | Позиція в чартах | Позиція в чартах | Позиція в чартах | Позиція в чартах | Позиція в чартах |
| Альбом                                                               | GER              | AUS              | AUT              | BEL (FL)         | BEL (WA)         | FIN              | FRA              | NLD              | NOR              | SWE              | SWI              | UK               | US               |
| -------------------------------------------------------------------- | ---------------- | ---------------- | ---------------- | ---------------- | ---------------- | ---------------- | ---------------- | ---------------- | ---------------- | ---------------- | ---------------- | ---------------- | ---------------- |
| Skills in Pills - Дата випуску: 19 червня 2015 - Лейбл: Warner Bros. | 1                | 17               | 3                | 17               | 19               | 1                | 16               | 6                | 9                | 27               | 2                | 35               | 144              |
| F & M - Дата випуску: 22 листопада 2019 - Лейбл: Vertigo Records     | В очікуванні     | В очікуванні     | В очікуванні     | В очікуванні     | В очікуванні     | В очікуванні     | В очікуванні     | В очікуванні     | В очікуванні     | В очікуванні     | В очікуванні     | В очікуванні     | В очікуванні     |

### Сингли
| Рік  | Сингл               | Позиція в чартах | Позиція в чартах | Альбом          |
| Рік  | Сингл               | GER              | BEL (FL)         | Альбом          |
| ---- | ------------------- | ---------------- | ---------------- | --------------- |
| 2015 | "Praise Abort"      | 42               | —                | Skills in Pills |
| 2015 | "Fish On"           | —                | —                | Skills in Pills |
| 2018 | "Mathematik"        | —                | —                | F & M           |
| 2019 | "Steh auf"          | 8                | 83               | F & M           |
| 2019 | "Ich weiß es nicht" | —                | —                | F & M           |
| 2019 | "Knebel"            | —                | —                | F & M           |
| 2019 | "Frau & Mann"       | —                | —                | F & M           |

### Міні-альбоми
- 2015: Praise Abort (Remixes)

### Відеографія
- 2015 — "Praise Abort"
- 2015 — "Fish On"
- 2018 — "Mathematik"
- 2019 — "Steh auf"
- 2019 — "Ich weiß es nicht"
- 2019 — "Knebel"
- 2019 — "Frau & Mann"

## Критика
- «Тілль і Петер зробили чудовий і нещадний альбом, який порадує шанувальників цього жанру у всьому світі.», — говорить генеральний директор Warner Music Group у Центральній Європі — Бернд Допп[27].
- Пер Хулкофф з Raubtier на Facebook: «Пекка Т і Тілль з Rammstein відкривають їх нову потужну групу! Ті маленькі частини, які я чув, підірвали мій мозок! Лайкайте цю сторінку і тримайте очі відкритими. Це буде відгукуватися луною у вічності. Я хвалю тебе Петер, мій кровний брат!»[28]